# Conway, Arkansas
Conway là một thành phố quận lỵ quận Faulkner trong tiểu bang Arkansas, Hoa Kỳ. Thành phố có diện tích  km², dân số theo điều tra năm 2000 của Cục điều tra dân số Hoa Kỳ là 43.167 người, dân số năm 2009 là 59.511 người .